# Rantau Laban
Rantau Laban is een bestuurslaag in het regentschap Tebing Tinggi van de provincie Noord-Sumatra, Indonesië. Rantau Laban telt 2837 inwoners (volkstelling 2010).